# Ban-sur-Meurthe-Clefcy
Ban-sur-Meurthe-Clefcy è un comune francese di 994 abitanti situato nel dipartimento dei Vosgi nella regione del Grand Est.

## Società

### Evoluzione demografica
Abitanti censiti